# Märt Avandi
Märt Avandi (* 26. Februar 1981 in Rapla, Estnische SSR, Sowjetunion) ist ein estnischer Schauspieler.

## Leben
Märt Avandi schloss 1999 das Gymnasium im mittelestnischen Rapla ab. 2004 machte er seinen Abschluss an der Höheren Schule für Bühnenkunst in Tallinn. Er ist seitdem als Schauspieler tätig, vor allem am Theater Endla in Pärnu und am Eesti Draamateater in Tallinn. Daneben trat er in zahlreichen estnischen Spielfilmen auf, unter anderem in Malev (2005), Mina olin siin (2008) und Punane elavhõbe (2010). 2015 spielte er in der finnisch-estnisch-deutschen Koproduktion Die Kinder des Fechters  (Miekkailija, estnisch Vehkleja) die Hauptrolle.
2008 war Avandi Jury-Mitglied der Sendung Eesti otsib superstaari, dem estnischen Pendant zu Deutschland sucht den Superstar. Am 12. März 2010 leitete Avandi gemeinsam mit dem Schauspieler Ott Sepp die Sendung Eesti Laul 2010, die estnische Vorausscheidung zum Eurovision Song Contest 2010. Gemeinsam mit der deutschen Komikerin Anke Engelke moderierte Märt Avandi die 23. Verleihung des Europäischen Filmpreises. Sie fand am 4. Dezember 2010 in der estnischen Hauptstadt statt.
Im Juni 2012 veröffentlichte Avandi mit Lenna Kuurmaa den Song Öö Valge on Õnn.
Märt Avandi heiratete im August 2007 Liis-Katrin Mägi. Sie ist die Tochter des estnischen Musikers Tõnis Mägi. Das Paar hat zwei Söhne.